# Odontomastax poultoni
Odontomastax poultoni is een rechtvleugelig insect uit de familie Chorotypidae. De wetenschappelijke naam van deze soort is voor het eerst geldig gepubliceerd in 1931 door Bolívar.